# Groupe des Verts/Alliance libre européenne
Le Groupe des Verts/Alliance libre européenne (Verts/ALE) est un groupe politique du Parlement européen. 
Lors de sa création, le groupe réunit deux partis politiques européens différents : le Parti vert européen et l'Alliance libre européenne, qui siégeaient auparavant dans deux groupes distincts, respectivement le Groupe des Verts et l'Alliance radicale européenne. Il accueille aussi depuis 2009 les députés du Parti pirate européen et depuis 2019 les députés de Volt Europa ainsi que des indépendants.

## Partis politiques membres du groupe

### Dixième législature
| Pays             | Parti national                                                                | Parti européen | Parti européen | Députés  |
| ---------------- | ----------------------------------------------------------------------------- | -------------- | -------------- | -------- |
| Allemagne        | Alliance 90/Les Verts Bündnis 90/Die Grünen (Grüne)                           |                | PVE            | 12 / 96  |
| Allemagne        | Volt Deutschland                                                              |                | Volt Europa    | 3 / 96   |
| Autriche         | Les Verts - L'Alternative verte Die Grünen - Die Grüne Alternative (Grüne)    |                | PVE            | 3 / 19   |
| Belgique         | Ecolo                                                                         |                | PVE            | 1 / 8    |
| Belgique         | Groen                                                                         |                | PVE            | 1 / 12   |
| Croatie          | Nous pouvons ! Možemo!                                                        |                | PVE            | 1 / 12   |
| Danemark         | Parti populaire socialiste Socialistisk Folkeparti (SF)                       |                | PVE            | 3 / 15   |
| Espagne          | Gauche républicaine de Catalogne Esquerra Republicana de Catalunya (ERC)      |                | ALE            | 1 / 61   |
| Espagne          | Bloc nationaliste galicien Bloque Nacionalista Galego                         |                | ALE            | 1 / 61   |
| Espagne          | Catalogne en commun Catalunya en Comú (CatComú)                               |                | PVE            | 1 / 61   |
| Espagne          | Més-Compromís Plus-[d’]Engagement                                             |                | ALE            | 1 / 61   |
| Finlande         | Ligue verte Vihreä liitto (Vihr.)                                             |                | PVE            | 2 / 15   |
| France           | Les Écologistes                                                               |                | PVE            | 5 / 81   |
| Italie           | Europe verte-Les Verts Europa verde-I Verdi                                   |                | PVE            | 4 / 76   |
| Lettonie         | Les Progressistes Progresīvie                                                 |                | PVE            | 1 / 9    |
| Lituanie         | Union des démocrates « Pour la Lituanie » Demokratų sąjunga „Vardan Lietuvos“ |                | PVE            | 1 / 11   |
| Luxembourg       | Les Verts Déi Gréng (DG)                                                      |                | PVE            | 1 / 6    |
| Pays-Bas         | Gauche verte GroenLinks (GL)                                                  |                | PVE            | 4 / 31   |
| Pays-Bas         | Volt Pays-Bas                                                                 |                | Volt Europa    | 2 / 31   |
| Roumanie         | Indépendant                                                                   |                | Aucune         | 1 / 33   |
| Slovénie         | Vesna - Parti vert VESNA – zelena stranka                                     |                | PVE            | 1 / 9    |
| Suède            | Parti de l'environnement Les Verts Miljöpartiet de gröna (MP)                 |                | PVE            | 3 / 21   |
| Tchéquie         | Parti pirate Česká pirátská strana (Piráti)                                   |                | PPEU           | 1 / 21   |
| Union européenne | Total                                                                         | Total          | Total          | 53 / 720 |

### Neuvième législature
| Pays             | Parti national                                                                       | Parti européen | Parti européen | Députés  |
| ---------------- | ------------------------------------------------------------------------------------ | -------------- | -------------- | -------- |
| Allemagne        | Alliance 90/Les Verts Bündnis 90/Die Grünen (Grüne)                                  |                | PVE            | 21 / 96  |
| Allemagne        | Parti des pirates Piratenpartei Deutschland (Piraten)                                |                | PPEU           | 1 / 96   |
| Allemagne        | Parti écologiste-démocrate Ökologisch-Demokratische Partei (ÖDP)                     |                | Aucune         | 1 / 96   |
| Allemagne        | Volt Deutschland                                                                     |                | Volt Europa    | 1 / 96   |
| Allemagne        | Die PARTEI                                                                           |                | Aucune         | 1 / 96   |
| Autriche         | Les Verts - L'Alternative verte Die Grünen - Die Grüne Alternative (Grüne)           |                | PVE            | 3 / 19   |
| Belgique         | Ecolo                                                                                |                | PVE            | 2 / 8    |
| Belgique         | Groen                                                                                |                | PVE            | 1 / 12   |
| Danemark         | Parti populaire socialiste Socialistisk Folkeparti (SF)                              |                | PVE            | 2 / 14   |
| Espagne          | Gauche républicaine de Catalogne Esquerra Republicana de Catalunya (ERC)             |                | ALE            | 2 / 59   |
| Espagne          | Catalogne en commun Catalunya en Comú (CatComú)                                      |                | PVE            | 1 / 59   |
| Finlande         | Ligue verte Vihreä liitto (Vihr.)                                                    |                | PVE            | 3 / 14   |
| France           | Europe Écologie Les Verts                                                            |                | PVE            | 10 / 79  |
| France           | Femu a Corsica                                                                       |                | ALE            | 1 / 79   |
| France           | Union démocratique bretonne Unvaniezh Demokratel Breizh (UDB)                        |                | ALE            | 1 / 79   |
| Grèce            | Kósmos Κόσμος                                                                        |                | Aucun          | 1 / 21   |
| Italie           | Indépendants (élus sur la liste du Mouvement 5 étoiles)                              |                | Aucune         | 4 / 76   |
| Irlande          | Parti vert Comhaontas Glas                                                           |                | PVE            | 2 / 13   |
| Lettonie         | Union russe de Lettonie Latvijas Krievu savienība (LKS)                              |                | ALE            | 1 / 8    |
| Lituanie         | Union lituanienne agraire et des verts Lietuvos valstiečių ir žaliųjų sąjunga (LVŽS) |                | Aucune         | 2 / 11   |
| Luxembourg       | Les Verts Déi Gréng (DG)                                                             |                | PVE            | 1 / 6    |
| Pays-Bas         | Gauche verte GroenLinks (GL)                                                         |                | PVE            | 3 / 29   |
| Pologne          | Indépendante                                                                         |                | Aucune         | 1 / 52   |
| Portugal         | Indépendant                                                                          |                | Aucune         | 1 / 21   |
| Suède            | Parti de l'environnement Les Verts Miljöpartiet de gröna (MP)                        |                | PVE            | 3 / 21   |
| Tchéquie         | Parti pirate Česká pirátská strana (Piráti)                                          |                | PPEU           | 3 / 21   |
| Union européenne | Total                                                                                | Total          | Total          | 72 / 705 |

Au lendemain des élections européennes de 2019, le groupe des Verts-ALE parvient à rassembler 75 députés venus de 16 pays européens, son plus haut niveau jamais atteint.

#### Nouveaux membres
Le 30 septembre 2020, la députée polonaise Sylwia Spurek, qui siégeait auparavant dans le groupe S&D, a rejoint le groupe des Verts-ALE.
Le 9 décembre 2020, quatre députés italiens Ignazio Corrao, Rosa D'Amato, Eleonora Evi et Piernicola Pedicini qui siégeaient chez les non-inscrits ont rejoint le groupe Verts-ALE, quelques jours après avoir quitté le Mouvement 5 Étoiles.
Le 31 janvier 2024 l'ex-député Syriza, devenu sans étiquette en novembre 2023, quitte la GUE/NGL pour le groupe Verts-ALE après avoir créé le nouveau parti écologiste Kósmos.

#### Départs de membres
Le 1er février 2020, le retrait du Royaume-Uni de l'Union européenne a conduit au départ de 7 députés du Parti Vert de l'Angleterre et du Pays de Galles, de 3 députés du Parti National Écossais et d'une députée du Plaid Cymru. La redistribution d'une partie des sièges laissés vacants par les Britanniques a entrainé l'arrivée de 4 députés des partis verts français, finlandais, suédois et autrichien. Le Brexit a fait chuter le nombre de députés membres du groupe des Verts-ALE de 75 à 68.
Le 8 mars 2022, Salima Yenbou quitte le groupe et rejoint Renew Europe.

### De la cinquième à lahuitième législature
| Pays/région      | Pays/région                  | Parti national                                    | 5e | 6e     | 7e         | 8e       |
| ---------------- | ---------------------------- | ------------------------------------------------- | -- | ------ | ---------- | -------- |
| Allemagne        | Allemagne                    | Alliance 90/Les Verts                             | 7  | 13     | 14         | 11       |
| Allemagne        | Allemagne                    | Parti des pirates                                 | —  | —      | 0          | 1        |
| Allemagne        | Allemagne                    | Parti écologiste-démocrate                        | 0  | 0      | 0          | 1        |
| Autriche         | Autriche                     | Les Verts - L'Alternative verte                   | 2  | 2      | 2          | 3        |
| Belgique         | Communauté française         | Ecolo                                             | 3  | 1      | 2          | 1        |
| Belgique         | Communauté flamande          | Groen                                             | 2  | 1      | 1          | 1        |
| Belgique         | Communauté flamande          | Volksunie, puis Nieuw-Vlaamse Alliantie           | 2  | PPE-DE | 1          | CRE      |
| Croatie          | Croatie                      | Indépendant (Davor Škrlec)                        | —  | —      | —          | 1        |
| Danemark         | Danemark                     | Parti populaire socialiste                        | —  | 1      | 2          | 1        |
| Espagne          |                              | Les Verts                                         | —  | 1      | —          | 0        |
| Espagne          |                              | Europe des Peuples - les Verts                    | —  | —      | 1          | —        |
| Espagne          |                              | Equo                                              | —  | —      | —          | 0 puis 1 |
| Espagne          | Galice                       | Bloc nationaliste galicien                        | —  | —      | —          | 1        |
| Espagne          | Valence                      | Bloc nationaliste valencien                       | —  | —      | —          | 1 puis 0 |
| Espagne          | Catalogne                    | Initiative pour la Catalogne Verts                | —  | 1      | 1          | 1        |
| Espagne          | Catalogne                    | Gauche républicaine de Catalogne                  | 1  | 1      | 1          | 2        |
| Espagne          | Pays basque                  | Solidarité basque puis Euskal Herria Bildu (2012) | 1  | 1      | 0          | GUE/NGL  |
| Estonie          | Estonie                      | Indépendant (Indrek Tarand)                       | —  | ?      | 1          | 1        |
| Finlande         | Finlande                     | Ligue verte                                       | 2  | 1      | 2          | 1        |
| France           |                              | Europe Écologie Les Verts                         | 9  | 6      | 13 puis 15 | 6        |
| France           | Corse                        | Femu a Corsica                                    | —  | 0      | 1          | 0        |
| Grèce            | Grèce                        | Verts écologistes                                 | —  | 0      | 1          | 0        |
| Hongrie          | Hongrie                      | La politique peut être différente                 | 0  | 0      | 0          | 1        |
| Hongrie          | Hongrie                      | Ensemble                                          | 0  | 0      | 0          | 1        |
| Italie           | Italie                       | Fédération des Verts                              | 2  | 2      | 0          | 0        |
| Italie           | Italie                       | Indépendant                                       | —  | —      | —          | 1        |
| Lettonie         | Lettonie                     | Union russe de Lettonie                           | 1  | 1      | 1          | 1        |
| Lituanie         | Lituanie                     | Union lituanienne agraire et des verts            | —  | UEN    | —          | 1        |
| Luxembourg       | Luxembourg                   | Les Verts                                         | 1  | 1      | 1          | 1        |
| Pays-Bas         | Pays-Bas                     | Gauche verte                                      | 4  | 2      | 3          | 2        |
| Pays-Bas         | Pays-Bas                     | L'Europe transparente (en)                        | —  | 2      | —          | —        |
| Royaume-Uni      | Écosse                       | Parti national écossais                           | 2  | 2      | 2          | 2        |
| Royaume-Uni      | Angleterre et Pays de Galles | Parti vert de l'Angleterre et du pays de Galles   | 2  | 2      | 2          | 3        |
| Royaume-Uni      | Pays de Galles               | Plaid Cymru                                       | 2  | 1      | 1          | 1        |
| Slovénie         | Slovénie                     | Verjamen                                          | —  | —      | —          | 1        |
| Suède            | Suède                        | Parti de l'environnement Les Verts                | —  | 1      | 2          | 4        |
| Suède            | Suède                        | Parti pirate                                      | —  | —      | 1 puis 2   | 0        |
| Union européenne | Union européenne             | TOTAL                                             | 43 | 41     | 58         | 52       |

Le Groupe des Verts figure parmi les grands perdants des élections européennes de 2024. Le groupe écologiste est notamment plombé par les mauvais résultats des Grünen allemands et des Écologistes en France.

## Présidents du groupe
| Mandature | Co-président       | Parti national            | Co-présidente               | Parti national        |
| --------- | ------------------ | ------------------------- | --------------------------- | --------------------- |
| 1999-2004 | Paul Lannoye       | Ecolo                     | Heidi Hautala               | Ligue verte           |
| 2004-2009 | Daniel Cohn-Bendit | Alliance 90/Les Verts     | Monica Frassoni             | Fédération des Verts  |
| 2009-2014 | Daniel Cohn-Bendit | Europe Écologie Les Verts | Rebecca Harms               | Alliance 90/Les Verts |
| 2014-2019 | Philippe Lamberts  | Ecolo                     | Rebecca Harms jusqu'en 2016 | Alliance 90/Les Verts |
| 2014-2019 | Philippe Lamberts  | Ecolo                     | Ska Keller depuis 2016      | Alliance 90/Les Verts |
| 2019-2024 | Philippe Lamberts  | Ecolo                     | Ska Keller jusqu'en 2022    | Alliance 90/Les Verts |
| 2019-2024 | Philippe Lamberts  | Ecolo                     | Terry Reintke depuis 2022   | Alliance 90/Les Verts |
| 2024-2029 | Bas Eickhout       | Gauche verte              | Terry Reintke               | Alliance 90/Les Verts |

## Bureaux du groupe

### Neuvième législature
| Fonction        | Nom                        | Parti                              |
| --------------- | -------------------------- | ---------------------------------- |
| Co-présidents   | Philippe Lamberts          | Ecolo                              |
| Co-présidents   | Ska Keller                 | Alliance 90/Les Verts              |
| Vice-présidents | Alice Bah Kuhnke           | Parti de l'environnement Les Verts |
| Vice-présidents | Gwendoline Delbos-Corfield | Europe Écologie Les Verts          |
| Vice-présidents | Bas Eickhout               | Gauche verte                       |
| Vice-présidents | Terry Reintke              | Alliance 90/Les Verts              |
| Vice-présidents | Ernest Urtasun             | Catalogne en commun                |
| Trésorier       | Bas Eickhout               | Gauche verte                       |

| Fonction        | Nom                     | Parti                              |
| --------------- | ----------------------- | ---------------------------------- |
| Co-présidents   | Philippe Lamberts       | Ecolo                              |
| Co-présidents   | Ska Keller              | Alliance 90/Les Verts              |
| Vice-présidents | Alice Bah Kuhnke        | Parti de l'environnement Les Verts |
| Vice-présidents | Bas Eickhout            | Gauche verte                       |
| Vice-présidents | Kira Marie Peter-Hansen | Parti populaire socialiste         |
| Vice-présidents | Terry Reintke           | Alliance 90/Les Verts              |
| Vice-présidents | Jordi Solé              | Gauche républicaine de Catalogne   |
| Vice-présidents | Marie Toussaint         | Europe Écologie Les Verts          |
| Vice-présidents | Ernest Urtasun          | Catalogne en commun                |
| Trésorier       | Bas Eickhout            | Gauche verte                       |

| Fonction        | Nom                     | Parti                              |
| --------------- | ----------------------- | ---------------------------------- |
| Co-présidents   | Philippe Lamberts       | Ecolo                              |
| Co-présidents   | Terry Reintke           | Alliance 90/Les Verts              |
| Vice-présidents | Alice Bah Kuhnke        | Parti de l'environnement Les Verts |
| Vice-présidents | Bas Eickhout            | Gauche verte                       |
| Vice-présidents | Alexandra Geese         | Alliance 90/Les Verts              |
| Vice-présidents | Kira Marie Peter-Hansen | Parti populaire socialiste         |
| Vice-présidents | Jordi Solé              | Gauche républicaine de Catalogne   |
| Vice-présidents | Marie Toussaint         | Europe Écologie Les Verts          |
| Trésorier       | Bas Eickhout            | Gauche verte                       |